# I Just Can't Stop Loving You
"I Just Can't Stop Loving You" er en sang fra Michael Jacksons album Bad fra 1987. Sangen er en duet mellem Michael Jackson og Siedah Garrett. Sangen er 4 minutter og 13 sekunder lang.
Det var planlagt at Michael Jackson skulle synge "I Just Can't Stop Loving You" til sine This is it-koncerter, der dog aldrig blev til noget på grund af hans pludselige dødsfald.
Sangen blev indspillet på spansk med titlen "Todo Mi Amor Eres Tu" og udgivet på Bad Special Edition.
| Musik | Spire Denne musikartikel er en spire som bør udbygges. Du er velkommen til at hjælpe Wikipedia ved at udvide den. |